# Église Saint-Antoine de Theizé
 (août 2018).
Si vous disposez d'ouvrages ou d'articles de référence ou si vous connaissez des sites web de qualité traitant du thème abordé ici, merci de compléter l'article en donnant les références utiles à sa vérifiabilité et en les liant à la section « Notes et références ».
L'église Saint-Antoine de Theizé (parfois dénommée nouvelle église), est l'église de Theizé, commune du département du Rhône, en France.

## Historique
Elle fut bâtie en pierre dorée entre 1903 et 1905 (première pierre posée le 18 juillet 1902), pour remplacer l'église dont Theizé disposait jusque-là : l'ancienne chapelle du château de Rochebonne, devenue trop exiguë. 
L'édifice fut bénit le 1er juin 1905 par monseigneur Vindry, vicaire général du diocèse de Lyon, quelques mois seulement avant le vote de la loi de séparation des Églises et de l'État proclamant la liberté de conscience et garantissant le libre exercice des cultes.

## Description
L'église de style néo-gothique, longue de 33,50 m et large de 15,50 m, construite en pierres extraites de la carrière de Chassagne (Theizé), comprend une nef et deux bas-côtés, un chevet polygonal et un clocher-porche en façade, accosté d'une tourelle de chaque côté.
L'église conserve de belles boiseries et un crucifix daté de 1710.
Le clocher abrite deux cloches provenant de l'ancienne église de Theizé (année du transfert : 1912) figurant parmi les plus anciennes du diocèse de Lyon, l'une datée de 1404 (500 kg, sonnant en la) et l'autre, plus grosse, de 1588 (700 kg, sonnant en sol). Une troisième cloche a été baptisée en 1905 (430 kg, sonnant en la dièse).
A l'entrée de la nef est visible un bénitier en pierre disposant d'un décor de panneaux sur socle gothique de la fin du XIVe siècle (la cuve, quant à elle, datant de 1669).